# Шодре
Шодре́ (фр. Chaudrey) — коммуна во Франции, находится в регионе Шампань — Арденны. Департамент — Об. Входит в состав кантона Рамрюпт. Округ коммуны — Труа.
Код INSEE коммуны — 10091.
Коммуна расположена приблизительно в 150 км к востоку от Парижа, в 55 км южнее Шалон-ан-Шампани, в 28 км к северо-востоку от Труа.

## Население
Население коммуны на 2008 год составляло 153 человека.
| 1962 | 1968 | 1975 | 1982 | 1990 | 1999 | 2008 |
| ---- | ---- | ---- | ---- | ---- | ---- | ---- |
| 107  | 129  | 140  | 136  | 157  | 144  | 153  |

## Экономика
В 2007 году среди 98 человек в трудоспособном возрасте (15—64 лет) 69 были экономически активными, 29 — неактивными (показатель активности — 70,4 %, в 1999 году было 71,1 %). Из 69 активных работали 60 человек (36 мужчин и 24 женщины), безработных было 9 (2 мужчины и 7 женщин). Среди 29 неактивных 13 человек были учениками или студентами, 6 — пенсионерами, 10 были неактивными по другим причинам.